# Cryptista
Cryptista è un clade di eucarioti simili ad alghe. È molto probabilmente correlato a Archaeplastida che comprende piante e molte alghe, all'interno del gruppo più ampio Diaphoretickes.
Sebbene a volte sia stato collocato insieme ad Haptista nel gruppo Hacrobia, all'interno del regno Chromista, studi più recenti hanno scoperto che Hacrobia non è un clade. Ad esempio, nel 2016, un ampio studio filogenomico ha rilevato che i criptisti rientrano nel gruppo Archaeplastida, mentre gli aptofiti sono strettamente correlati al supergruppo SAR.

## Tassonomia
Basato su studi condotti da Cavalier-Smith, Chao & Lewis 2015
- Corbihelia

1. Clade Corbielia
  1. Sottoclade Microheliellida Tedersoo 2017
    1. Phylum Microheliellida Tedersoo 2017 [Endohelia Cavalier-Smith 2015]
      1. Classe Endohelea Cavalier-Smith 2012
2. Clade Cryptista s.s.
  1. Sottoclade Palpitia Cavalier-Smith 2013 stat. nov.
    1. Phylum Palpitophyta Tedersoo 2017
      1. Classe Palpitea Cavalier-Smith 2012

  2. Sottoclade Rollomonadia Cavalier-Smith 2013 stat. nov.
    1. Phylum Kathablepharidophyta Okamoto & Inouye 2005 [Leucocrypta Cavalier-Smith 2015]
      1. Classe Leucocryptea Cavalier-Smith 2004[9] [Kathablepharidea (sic) Okamoto & Inouye 2005; Kathablefaridophyceae]

    2. Phylum Cryptophyta Pascher 1913 em. Adel et al. 2012 (Cryptomonada Cavalier-Smith 2004 sta. n.]
      1. Classe Goniomonadea Cavalier-Smith 1993
      2. Classe Cryptophyceae Fritsch 1937